# Bartákův hrnec
Bartákův hrnec je cena pro nejlepší české ekologické zemědělce, kterou uděluje Svaz ekologických zemědělců PRO-BIO. Symbolické zlaťáky v podobě čerstvě ražených desetikorun každoročně věnuje zakladatel ceny Richard Barták. Cena byla založena v roce 1991 a je vyhlašována od roku 1992.

## Chronologický přehled oceněných
- 1992 – Růžena Rebrošová z Osvětiman u Uherského Hradiště – za svůj přístup ke zvířatům a chov podle jejich přirozených potřeb
- 1993 – František Špatný z Bílska u Vodňan – za dobré hospodaření na restituovaných polnostech
- 1994 – Petr Weindenthaler z Lučního údolí u Velehradu – za biozeleninu
- 1995 – Jaroslav Netík ze Spáleniště u Dobrušky –
- 1996 – Iva a Miloš Knápkovi z Horních Heřmanic – za chov krav, pěstování brambor a pohanky i provozování agroturistiky
- 1997 – Martin Hutař, ředitel společnosti PRO-BIO ve Starém Městě pod Sněžníkem
- 1998 – František Březík z Kostelce u Zlína
- 1999 – Tomáš Křišťan z Milotiček u Humpolce
- 2000 – Zdeněk Ševčík z Pitína na Uherskohradišťsku – jeden z mála pěstitelů bioovoce
- 2001 – Jana Radičová z Babin u Ústí nad Labem – jako chovatelka koz, koní a skotu
- 2002 – Josef Šourek z Plavů v Jizerských horách – za kravské sýry
- 2003 – Josef Aberle z Pavlova – za přívlastková biovína
- 2004 – Vlastimil Kamír z Borové u Chvalšin – za dobré výsledky chovu krav bez tržní produkce mléka
- 2005 – rodina Štěrbova – za biovýrobky vlastní značky „Ekofarma Deblín“
- 2006 – obchodní firma Country Life s. r. o. z Nenačovic za biozeleninu
- 2007 – Ivan Karbusický z Janovy Hory v Krkonoších – za péči o horské louky
- 2008 – Bedřich Plíšek Vinic u Hořic – pionýr českého ekologického ovocnářství.
- 2009 – firma AGROFYTO, s. r. o., Lidečko
- 2010 – Simona Adamcová, Včelí farma Rokytník
- 2011 – rodina Dvorských z Olešenky u Přibyslavi za chov plemenných ovcí suffolk a hnědých krátkosrstých koz pro mléko[2]
- 2012 – Ondřej Podstavek z Borohrádku na Rychnovsku[3]
- 2013 – Jitka Píchová, Horní Ředice – ekozelinářka
- 2014 – Ing. Dalibor Vacek, Opatovice u Hranic, ekozemědělec, chovatel skotu
- 2015 – firma BEMAGRO, Malonty, ekologické a biodynamické hospodářství
- 2016 – manžele Šelongovi z Pustějova na Novojičínsku[4]
- 2017 – Ekostatek Vlkaneč[5]
- 2018 - Bezděkovský Mlýn, Ekostatek rodiny Řezníčkovy[6]